# Ванцин
Ванци́н (кит. упр. 汪清, пиньинь Wāngqīng, кор. 왕칭) — уезд Яньбянь-Корейского автономного округа провинции Гирин (КНР). Название происходит от чжурчжэньского слова, означающего «крепость».

## История
Уезд Ванцин был образован в 1910 году.
В 1931 году Маньчжурия была оккупирована Японией, создавшей в 1932 году марионеточное государство Маньчжоу-го. В 1934 году территория Маньчжоу-го была разделена на 12 провинций, и уезд Ванцин вошёл в состав провинции Цзяньдао. В 1943 году провинция Цзяньдао была объединена с провинциями Муданьцзян и Дунъань в Объединённую Восточно-Маньчжурскую провинцию.
По окончании Второй мировой войны правительство Китайской республики осуществило административно-территориальный передел Северо-Востока, и уезд Ванцин вошёл в состав провинции Гирин. В 1952 году был создан Яньбянь-Корейский автономный район (с 1955 года — Яньбянь-Корейский автономный округ), и уезд Ванцин вошёл в его состав.

## Административное деление
Уезд Ванцин делится на 8 посёлков и 1 волость.